# Tournoi pré-olympique de l'UEFA 1986-1988, groupe A
Navigation
Groupe B
Cet article donne les résultats des matches du groupe A du tournoi pré-olympique de l'UEFA 1986-1988.

## Tour préliminaire
| Équipe 1 | Résultat | Équipe 2 | Aller | Retour |
| -------- | -------- | -------- | ----- | ------ |
| Chypre   | 1 - 4    | Grèce    | 1 - 2 | 0 - 2  |

### Détail des rencontres
| 12 novembre 1986 | Chypre         | 1 - 2 | Grèce                           | Stade Tsírio Limassol, Chypre      |                                    |
| | Savva (it) 44e | (1 - 0) | Samaras (en) 54e · Baniotis 64e | Arbitrage : Ovadia Ben Itzhak (hu) | Arbitrage : Ovadia Ben Itzhak (hu) |
| Charitou (en) - Antrellis (it), Píttas, Christodoulou (en) - Christoforou (it), Mavros (it), Prokopis ( 55e Templar (it)), Orphanides (en) ( 76e Lemesios (it)), Mavroudis (it), Savva (it) - Ioánnou | Équipes        | Terzis - Lefkopoulos, Chatzis ( 63e Vassiliou), Peppes, Baniotis, Tziolas - Tsalouchidis, Gerothodoros, Anastasiadis, Vlachos (en) ( 63e Tsiantákis) - Samaras (en) |                                 | Arbitrage : Ovadia Ben Itzhak (hu) | Arbitrage : Ovadia Ben Itzhak (hu) |

| 10 décembre 1986 | Grèce                | 2 - 0 | Chypre | Stade Kaftanzoglio Thessalonique, Grèce |                           |
| | Samaras (en) 72e 77e | (0 - 0) |        | Arbitrage : Claudio Pieri               | Arbitrage : Claudio Pieri |
| Terzis - Vassiliou, Kolomitroussis (el), Baniotis ( 78e Kanaras (el)), Peppes, Tziolas - Tsalouchidis, Bonovas (en) ( 88e Lefkopoulos), Anastasiadis, Nióplias - Samaras (en) | Équipes              | Charitou (en) - Antrellis (it), Píttas, Misos (it), Sokratous, Christofi (en) - Kantilos (it) ( 78e Lemesios (it)), Savva (it) - Mavroudis (it), Mavros (it), Orphanides (en) |        | Arbitrage : Claudio Pieri               | Arbitrage : Claudio Pieri |

## Classement
| Rang | Équipe               | Pts | J | G | N | P | Bp | Bc | Diff |  | Résultats (▼ dom., ► ext.) |     |     |     |     |     |
| ---- | -------------------- | --- | - | - | - | - | -- | -- | ---- |  | -------------------------- | --- | --- | --- | --- | --- |
| 1    | Allemagne de l’Ouest | 12  | 8 | 5 | 2 | 1 | 16 | 4  | +12  |  | Allemagne de l’Ouest       |     | 1-1 | 5-1 | 3-0 | 3-0 |
| 2    | Danemark             | 11  | 8 | 5 | 1 | 2 | 23 | 5  | +18  |  | Danemark                   | 0-1 |     | 3-0 | 8-0 | 4-0 |
| 3    | Pologne              | 10  | 8 | 4 | 2 | 2 | 11 | 10 | +1   |  | Pologne                    | 1-1 | 2-0 |     | 1-0 | 5-1 |
| 4    | Roumanie             | 5   | 8 | 2 | 1 | 5 | 5  | 17 | -12  |  | Roumanie                   | 1-0 | 1-2 | 0-0 |     | 0-1 |
| 5    | Grèce                | 2   | 8 | 1 | 0 | 7 | 4  | 23 | -19  |  | Grèce                      | 0-2 | 0-5 | 0-1 | 2-3 |     |

### Détail des rencontres
| 18 avril 1987 | Roumanie  | 1 - 0 | Allemagne de l’Ouest | Stade Docteur-Constantin-Rădulescu Cluj-Napoca, Roumanie |                                                      |
| | Balint 2e | (1 - 0) |                      | Spectateurs : 12 000 Arbitrage : Robert Matušík (hu)     | Spectateurs : 12 000 Arbitrage : Robert Matušík (hu) |
| | Rapport   | |                      | Spectateurs : 12 000 Arbitrage : Robert Matušík (hu)     | Spectateurs : 12 000 Arbitrage : Robert Matušík (hu) |
| Liliac - Mihail (en), Belodedici, Bumbescu, Weissenbacher (en) - Bălan ( 73e Varga (en)), Muzsnay ( 89e Majearu), Cristea (de) - Kramer, Câmpeanu, Balint | Équipes   | Vollack (de) - Steiner, Reinhardt, Schäfer, Funkel, Grahammer - Zorc, Schreier, Lehnhoff ( 62e Engels) - Dickel (en) ( 78e Walter), Klinsmann |                      | Spectateurs : 12 000 Arbitrage : Robert Matušík (hu)     | Spectateurs : 12 000 Arbitrage : Robert Matušík (hu) |

| 20 mai 1987 | Grèce   | 0 - 5 | Danemark                                                      | Stade municipal de Livadiá (en) Livadiá, Grèce         |                                                        |
| |         | (0 - 3) | Povlsen 12e · Nielsen 16e 27e · Moseby (en) 77e · Vilfort 79e | Spectateurs : 5 000 Arbitrage : Itzhak Ben Itzhak (hu) | Spectateurs : 5 000 Arbitrage : Itzhak Ben Itzhak (hu) |
| | Rapport | |                                                               | Spectateurs : 5 000 Arbitrage : Itzhak Ben Itzhak (hu) | Spectateurs : 5 000 Arbitrage : Itzhak Ben Itzhak (hu) |
| Manikas (en) - Vassiliou, Kolomitroussis (el), Peppes ( 46e Hatziathanasiou (el)), Baniotis - Bonovas (en), Tziolas, Nióplias - Dintsikos (en), Tsalouchidis, Anastasiadis ( 46e Kanaras (el)) | Équipes | Schmeichel - Kristensen, Olsen, Nielsen - Bartram ( 83e Hansen), Moseby (en), Larsen (en) , Jensen, Lauridsen - Nielsen, Povlsen ( 74e Vilfort) |                                                               | Spectateurs : 5 000 Arbitrage : Itzhak Ben Itzhak (hu) | Spectateurs : 5 000 Arbitrage : Itzhak Ben Itzhak (hu) |

| 20 mai 1987 | Roumanie | 0 - 0 | Pologne | Stade Docteur-Constantin-Rădulescu Cluj-Napoca, Roumanie |                                |
| |          | (0 - 0) |         | Arbitrage : Vladimir Kuznetsov                           | Arbitrage : Vladimir Kuznetsov |
| | Rapport  | |         | Arbitrage : Vladimir Kuznetsov                           | Arbitrage : Vladimir Kuznetsov |
| Liliac - Mihail (en), Bumbescu, Weissenbacher (en), Rada (en) - Bălan, Stancu, Majearu, Muzsnay ( 60e Biro (ro)) - Vaișcovici (en) ( 70e Cojocaru), Balint | Équipes  | Wandzik - Grembocki, Piekarczyk (pl), Piotrowicz (pl), Góra (en), Kosowski ( 86e Ptak (en)) - Sokołowski (en), Iwanicki (pl), Świątek (en) - K. Warzycha ( 75e R. Warzycha), Leśniak |         | Arbitrage : Vladimir Kuznetsov                           | Arbitrage : Vladimir Kuznetsov |

| 10 juin 1987 | Danemark                                                                                     | 8 - 0 | Roumanie | Aalborg Stadion Aalborg, Danemark                   |                                                     |
| | Nielsen 6e 66e 83e · Moseby (en) 28e · Kristensen 30e · Olsen 51e · Povlsen 77e · Jensen 79e | (3 - 0) |          | Spectateurs : 10 300 Arbitrage : Dimitar Sharlachki | Spectateurs : 10 300 Arbitrage : Dimitar Sharlachki |
| | Rapport                                                                                      | |          | Spectateurs : 10 300 Arbitrage : Dimitar Sharlachki | Spectateurs : 10 300 Arbitrage : Dimitar Sharlachki |
| Schmeichel - Kristensen, Olsen, Nielsen - Steffensen (nl), Moseby (en), Larsen (en) ( 75e Pedersen (da)), Jensen, Lauridsen - Nielsen, Povlsen | Équipes                                                                                      | Liliac - Zare, Ștefan (en), Belodedici, Weissenbacher (en) - Bălan ( 42e Varga (en)), Muzsnay, Movilă (en), Cristea (de) - Vaișcovici (en) ( 78e Cojocaru), Kramer |          | Spectateurs : 10 300 Arbitrage : Dimitar Sharlachki | Spectateurs : 10 300 Arbitrage : Dimitar Sharlachki |

| 3 septembre 1987 | Roumanie          | 1 - 2 | Danemark                | Stadionul Municipal (en) Bacău, Roumanie          |                                                   |
| | Balint 84e (pen.) | (0 - 1) | Nielsen 20e · Olsen 68e | Spectateurs : 15 000 Arbitrage : Einar Halle (en) | Spectateurs : 15 000 Arbitrage : Einar Halle (en) |
| | Rapport           | |                         | Spectateurs : 15 000 Arbitrage : Einar Halle (en) | Spectateurs : 15 000 Arbitrage : Einar Halle (en) |
| Stângaciu - Mihail (en), Belodedici, Bumbescu, Popescu, Eduard - Lupu, Rotariu ( 57e Muzsnay), Kádár (en) - Cojocaru, Balint | Équipes           | Schmeichel - Kristensen, Olsen , Nielsen - Steffensen (nl), Moseby (en), Helt, Jensen ( 58e Bordinggaard (en)), Bartram - Nielsen ( 46e Vilfort), Manniche |                         | Spectateurs : 15 000 Arbitrage : Einar Halle (en) | Spectateurs : 15 000 Arbitrage : Einar Halle (en) |

| 22 septembre 1987 | Allemagne de l’Ouest      | 3 - 0 | Grèce | Stadion am Bieberer Berg Offenbach am Main, Allemagne |                                             |
| | Mill 16e 86e · Wuttke 63e | (1 - 0) |       | Spectateurs : 4 023 Arbitrage : Dušan Colić           | Spectateurs : 4 023 Arbitrage : Dušan Colić |
| Köpke - Grahammer, Funkel, Borowka, Schäfer - Zorc, Bommer, Schreier, Wuttke ( 77e Bakalorz (de)) - Klinsmann ( 61e Walter), Mill | Équipes                   | Katsiaounis - Hadjinikolaou (en), Kanaras (el), Antonopoulos, Nentidis (el) - Georgiadis, Borbokis (en) ( 79e Dimitriádis), Ikonomidis ( 66e Hantzidis), Nióplias, Samaras (en) - Tsiantákis |       | Spectateurs : 4 023 Arbitrage : Dušan Colić           | Spectateurs : 4 023 Arbitrage : Dušan Colić |

| 13 octobre 1987 | Allemagne de l’Ouest                                        | 5 - 1 | Pologne             | Stadion an der Bremer Brücke Osnabrück, Allemagne        |                                                          |
| | Klinsmann 10e 43e · Wuttke 21e · Mill 23e · Hochstätter 90e | (4 - 1) | Sokołowski (en) 34e | Spectateurs : 14 000 Arbitrage : Ignace van Swieten (nl) | Spectateurs : 14 000 Arbitrage : Ignace van Swieten (nl) |
| | Rapport                                                     | |                     | Spectateurs : 14 000 Arbitrage : Ignace van Swieten (nl) | Spectateurs : 14 000 Arbitrage : Ignace van Swieten (nl) |
| Kamps - Schäfer, Funkel, Hörster, Borowka - Bommer, Wuttke ( 70e Schreier), Hochstätter, Häßler - Klinsmann, Mill ( 35e Ordenewitz) | Équipes                                                     | Wandzik - Grembocki, Piekarczyk (pl), Piotrowicz (pl), Góra (en), Chojnacki (en) ( 76e Ptak (en)) - Sokołowski (en), Iwanicki (pl), Świątek (en) ( 46e Warzycha), Więzik (pl) - Leśniak |                     | Spectateurs : 14 000 Arbitrage : Ignace van Swieten (nl) | Spectateurs : 14 000 Arbitrage : Ignace van Swieten (nl) |

| 28 octobre 1987 | Pologne | 2 - 0 | Danemark        | Stadion Miejski w Szczecinie Szczecin, Pologne   |                                                  |
| |         | (0 - 1, 0 - 2)                                                                                                | Vilfort 25e 71e | Spectateurs : 3 000 Arbitrage : Philippe Mercier | Spectateurs : 3 000 Arbitrage : Philippe Mercier |
| | Rapport | |                 | Spectateurs : 3 000 Arbitrage : Philippe Mercier | Spectateurs : 3 000 Arbitrage : Philippe Mercier |
| Szczech (pl) - Tęsiorowski (pl) ( 77e Warzycha), Piekarczyk (pl), Ptak (en), Góra (en) - Myśliński (pl) ( 46e Kosowski), Sokołowski (en), Iwanicki (pl), Chojnacki (en), Więzik (pl) - Leśniak | Équipes | Schmeichel - Kristensen, Olsen, Nielsen - Steffensen (nl), Jensen , Helt, Vilfort, Frimann - Nielsen, Povlsen |                 | Spectateurs : 3 000 Arbitrage : Philippe Mercier | Spectateurs : 3 000 Arbitrage : Philippe Mercier |

| 18 novembre 1987 | Danemark | 0 - 1 | Allemagne de l’Ouest | Idrætspark Aarhus, Danemark                          |                                                      |
| |          | (0 - 0) | Wuttke 52e           | Spectateurs : 21 800 Arbitrage : Lajos Hartmann (hu) | Spectateurs : 21 800 Arbitrage : Lajos Hartmann (hu) |
| | Rapport  | |                      | Spectateurs : 21 800 Arbitrage : Lajos Hartmann (hu) | Spectateurs : 21 800 Arbitrage : Lajos Hartmann (hu) |
| Schmeichel - Kristensen , Olsen , Nielsen - Steffensen (nl) ( 71e Goldbæk), Jensen, Helt, Bartram, Vilfort - Nielsen, Povlsen ( 71e Laudrup) | Équipes  | Köpke - Hörster, Funkel, Reinhardt - Grahammer, Borowka, Görtz, Bommer, Wuttke - Klinsmann, Walter ( 89e Häßler) |                      | Spectateurs : 21 800 Arbitrage : Lajos Hartmann (hu) | Spectateurs : 21 800 Arbitrage : Lajos Hartmann (hu) |

| 2 décembre 1987 | Grèce   | 0 - 1 | Pologne  | Zosimades Stadium (en) Ioannina, Grèce        |                                               |
| |         | (0 - 0) | Rudy 71e | Spectateurs : 10 000 Arbitrage : Carlo Longhi | Spectateurs : 10 000 Arbitrage : Carlo Longhi |
| Manikas (en) - Agorogiannis (en) ( 78e Antonopoulos), Lefkopoulos, Vakalopoulos (en), Koutropoulos (el) - Kanaras (el), Tsalouchidis, Kolomitroussis (el), Karapialis (en), Georgiadis ( 78e Moustakidis) - Karasavvidis (el) | Équipes | Wandzik - R. Warzycha, Piekarczyk (pl), Wenclewski (pl), Góra (en) - Rudy, Sokołowski (en), Prusik (en), Więzik (pl) - Cyroń (en) ( 78e K. Warzycha), Leśniak ( 86e Ptak (en)) |          | Spectateurs : 10 000 Arbitrage : Carlo Longhi | Spectateurs : 10 000 Arbitrage : Carlo Longhi |

| 12 décembre 1987 | Grèce   | 0 - 2 | Allemagne de l’Ouest      | Alcazar Stadium (en) Larissa, Grèce            |                                                |
| |         | (0 - 2) | Schreier 32e · Walter 34e | Spectateurs : 5 100 Arbitrage : Alexeï Spirine | Spectateurs : 5 100 Arbitrage : Alexeï Spirine |
| Michail (en) - Tsiolas, Koutropoulos (el), Vakalopoulos (en) - Tsalouchidis, Dimitriádis ( 46e Alexoulis (en)), Tsiolis (en), Kanaras (el), Kolomitroussis (el) ( 34e Antonopoulos), Ziogas (en) - Karasavvidis (el) | Équipes | Köpke - Hörster, Funkel, Reinhardt, Grahammer - Bommer, Bakalorz (de), Borowka ( 81e Schäfer), Görtz - Walter, Schreier |                           | Spectateurs : 5 100 Arbitrage : Alexeï Spirine | Spectateurs : 5 100 Arbitrage : Alexeï Spirine |

| 16 mars 1988 | Pologne                                                   | 5 - 1 | Grèce            | Stade municipal de Rybnik (pl) Rybnik, Pologne     |                                                    |
| | Więzik (pl) 16e · Furtok 70e (pen.) 78e 82e · Leśniak 54e | (1 - 1) | Tsiolis (en) 10e | Spectateurs : 15 000 Arbitrage : Günther Habermann | Spectateurs : 15 000 Arbitrage : Günther Habermann |
| | Rapport                                                   | |                  | Spectateurs : 15 000 Arbitrage : Günther Habermann | Spectateurs : 15 000 Arbitrage : Günther Habermann |
| Jedynak (pl) - R. Warzycha, Piekarczyk (pl), Sokołowski (en) ( 84e Ptak (en)), Piotrowicz (pl) - K. Warzycha, Rudy, Więzik (pl) - Leśniak, Furtok, Cyroń (en) ( 83e Pachelski (en)) | Équipes                                                   | Manikas (en) - Koutropoulos (el), Alexiou ( 31e Mavrodimos), Tsalouchidis, Kalitzakis - Tsiolis (en), Ziogas (en), Kanaras (el), Kourbanas (el) , Kavouras - Dimitriádis ( 72e Mavreas) |                  | Spectateurs : 15 000 Arbitrage : Günther Habermann | Spectateurs : 15 000 Arbitrage : Günther Habermann |

| 30 mars 1988 | Allemagne de l’Ouest | 1 - 1 | Danemark    | Stadion an der Bremer Brücke Osnabrück, Allemagne       |                                                         |
| | Görtz 56e            | (0 - 0) | Nielsen 75e | Spectateurs : 22 500 Arbitrage : Emilio Soriano Aladrén | Spectateurs : 22 500 Arbitrage : Emilio Soriano Aladrén |
| | Rapport              | |             | Spectateurs : 22 500 Arbitrage : Emilio Soriano Aladrén | Spectateurs : 22 500 Arbitrage : Emilio Soriano Aladrén |
| Köpke - Hörster, Grahammer, Funkel, Reinhardt - Borowka, Görtz, Hochstätter ( 80e Neubarth), Häßler - Klinsmann, Mill | Équipes              | Schmeichel - Kristensen, Olsen, Nielsen - Bartram, Larsen (en), Helt ( 76e Jensen ), Vilfort - Laudrup ( 76e Lauridsen (da)), Nielsen, Povlsen |             | Spectateurs : 22 500 Arbitrage : Emilio Soriano Aladrén | Spectateurs : 22 500 Arbitrage : Emilio Soriano Aladrén |

| 30 mars 1988 | Pologne     | 1 - 0 | Roumanie | Stade municipal de Piotrków Trybunalski Piotrków Trybunalski, Pologne |                                              |
| | Leśniak 83e | (0 - 0) |          | Spectateurs : 15 000 Arbitrage : Todor Kolev                          | Spectateurs : 15 000 Arbitrage : Todor Kolev |
| | Rapport     | |          | Spectateurs : 15 000 Arbitrage : Todor Kolev                          | Spectateurs : 15 000 Arbitrage : Todor Kolev |
| Jedynak (pl) - R. Warzycha, Piekarczyk (pl), Sokołowski (en), Piotrowicz (pl) - K. Warzycha, Rudy, Więzik (pl) ( 77e Iwanicki (pl)) - Furtok ( 85e Ptak (en)), Leśniak, Cyroń (en) | Équipes     | Speriatu (en) - Popescu, Solomon, Eduard, Ştefan (en), Goanţă (ro) ( 64e Ralea), Mirea, Muzsnay, Badea - Văidean (ro), Craiu ( 70e Eftimie) |          | Spectateurs : 15 000 Arbitrage : Todor Kolev                          | Spectateurs : 15 000 Arbitrage : Todor Kolev |

| 13 avril 1988 | Roumanie | 0 - 1 | Grèce       | Stadionul Steaua Bucarest, Roumanie |                           |
| |          | (0 - 1) | Alexiou 24e | Arbitrage : László Molnár           | Arbitrage : László Molnár |
| | Rapport  | |             | Arbitrage : László Molnár           | Arbitrage : László Molnár |
| Speriatu (en) - Popescu, Solomon, Mészáros (en), Eduard - Lupu, Mirea, Muzsnay ( 53e Goanţă (ro)) - Ralea ( 46e Văidean (ro)), Badea, Caşuba | Équipes  | Talikriadis (el) - Hatziathanasiou (el), Kanaras (el), Koutropoulos (el), Alexiou ( 46e Antonopoulos), Kalitzakis - Bonovas (en), Hantzidis, Tsiolis (en), Kourbanas (el) - Dimitriádis ( 83e Toutziaris (en)) |             | Arbitrage : László Molnár           | Arbitrage : László Molnár |

| 20 avril 1988 | Danemark                                   | 4 - 0 | Grèce | Aalborg Stadion Aalborg, Danemark                 |                                                   |
| | Povlsen 4e 37e · Laudrup 23e · Nielsen 68e | (3 - 0) |       | Spectateurs : 9 800 Arbitrage : Rune Larsson (nl) | Spectateurs : 9 800 Arbitrage : Rune Larsson (nl) |
| | Rapport                                    | |       | Spectateurs : 9 800 Arbitrage : Rune Larsson (nl) | Spectateurs : 9 800 Arbitrage : Rune Larsson (nl) |
| Schmeichel - Kristensen, Olsen, Nielsen ( 59e Steffensen (nl)) - Moseby (en), Larsen (en), Helt, Bartram, Laudrup - Nielsen, Povlsen ( 74e Vilfort) | Équipes                                    | Manikas (en) - Georgaras (el), Koutropoulos (el), Kourbanas (el), Tsiolas - Lagonidis ( 46e Mavrodimos), Kotidis, Antonopoulos ( 59e Malioufas), Kanaras (el) - Toutziaris (en), Kavouras |       | Spectateurs : 9 800 Arbitrage : Rune Larsson (nl) | Spectateurs : 9 800 Arbitrage : Rune Larsson (nl) |

| 27 avril 1988 | Pologne           | 1 - 1 | Allemagne de l’Ouest | Stadion Śląski Chorzów, Pologne                  |                                                  |
| | Furtok 75e (pen.) | (0 - 0) | Mill 89e             | Spectateurs : 50 000 Arbitrage : Yuriy Savchenko | Spectateurs : 50 000 Arbitrage : Yuriy Savchenko |
| Wandzik - R. Warzycha, Piekarczyk (pl), Piotrowicz (pl), Góra (en) - K. Warzycha, Rudy, Sokołowski (en), Więzik (pl) ( 66e Grembocki) - Furtok, Leśniak ( 87e Iwanicki (pl)) | Équipes           | Köpke - Schäfer, Funkel, Sauer, Grahammer ( 77e Kleppinger) - Bommer, Fach, Wuttke, Häßler - Mill, Eckstein |                      | Spectateurs : 50 000 Arbitrage : Yuriy Savchenko | Spectateurs : 50 000 Arbitrage : Yuriy Savchenko |

| 18 mai 1988 | Danemark                                   | 3 - 0 | Pologne | Idrætspark Aarhus, Danemark                     |                                                 |
| | Kristensen 14e · Povlsen 68e · Vilfort 89e | (1 - 0) |         | Spectateurs : 5 800 Arbitrage : Zdeněk Havlíček | Spectateurs : 5 800 Arbitrage : Zdeněk Havlíček |
| Schmeichel - Kristensen, Olsen, Larsen (en) - Steffensen (nl), Moseby (en), Helt, Bartram ( 88e Rahbek) - Strudal ( 57e Christensen), Vilfort, Povlsen | Équipes                                    | Wandzik - R. Warzycha, Piekarczyk (pl), Góra (en), Piotrowicz (pl) - K. Warzycha, Rudy ( 55e Leszek Pisz), Sokołowski (en), Więzik (pl) - Furtok ( 78e Ptak (en)), Leśniak |         | Spectateurs : 5 800 Arbitrage : Zdeněk Havlíček | Spectateurs : 5 800 Arbitrage : Zdeněk Havlíček |

| 18 mai 1988 | Grèce                                              | 2 - 3 | Roumanie                                                      | Stade olympique Athènes, Grèce |                             |
| | Gioukoudis (en) 24e · Pahatouridis (en) 26e (pen.) | (2 - 3) | Puiu Antohi (ro) 2e · Vaișcovici (en) 31e · Balint 40e (pen.) | Arbitrage : Zvi Sharir (hu)    | Arbitrage : Zvi Sharir (hu) |
| Rantos (en) - Iosifídis, Pahatouridis (en), Papoulidis (el), Karabelas - Vlachos (en), Xanthis, Vaitsis (en) ( 32e Sofianopoulos), Savvidis - Alexandris, Gioukoudis (en) | Équipes                                            | Stângaciu - Popescu, Solomon, Ciucă (de), Săndoi - Bălan, Goanţă (ro) ( 66e Cigan (en)), Mirea ( 46e Cristea (de)) - Vaișcovici (en), Puiu Antohi (ro), Balint |                                                               | Arbitrage : Zvi Sharir (hu)    | Arbitrage : Zvi Sharir (hu) |

| 31 mai 1988 | Allemagne de l’Ouest                  | 3 - 0 | Roumanie | Westfalenstadion Dortmund, Allemagne         |                                              |
| | Wuttke 38e (pen.) · Klinsmann 57e 73e | (1 - 0) |          | Spectateurs : 22 500 Arbitrage : John Martin | Spectateurs : 22 500 Arbitrage : John Martin |
| | Rapport                               | |          | Spectateurs : 22 500 Arbitrage : John Martin | Spectateurs : 22 500 Arbitrage : John Martin |
| Köpke - Funkel, Reinhardt ( 62e Zorc), Sauer, Borowka, Görtz, Fach, Wuttke, Häßler - Klinsmann ( 74e Eckstein), Mill | Équipes                               | Stângaciu - Solomon, Ciucă (de), Săndoi, Popescu, Bălan, Goanţă (ro), Mirea - Vaișcovici (en) ( 73e Badea), Puiu Antohi (ro), Balint ( 58e Cristea (de)) |          | Spectateurs : 22 500 Arbitrage : John Martin | Spectateurs : 22 500 Arbitrage : John Martin |